# Liste der Fahnenträger der saudi-arabischen Mannschaften bei Olympischen Spielen
Die Liste der Fahnenträger der saudi-arabischen Mannschaften bei Olympischen Spielen listet chronologisch alle Fahnenträger saudi-arabischer Mannschaften bei den Eröffnungsfeiern Olympischer Spiele auf.

## Liste der Fahnenträger
| Mannschaft             | Veranstaltung | Fahnenträger (EF)           | Fahnenträger (AF)                    |
| ---------------------- | ------------- | --------------------------- | ------------------------------------ |
| 1972 in München        | Sommerspiele  | Bilal Said al-Azma          |                                      |
| 1976 in Montreal       | Sommerspiele  |                             |                                      |
| 1984 in Los Angeles    | Sommerspiele  | Safaq al-Anzi               |                                      |
| 1988 in Seoul          | Sommerspiele  | Salah al-Mar (Offizieller)  |                                      |
| 1992 in Barcelona      | Sommerspiele  |                             |                                      |
| 1996 in Atlanta        | Sommerspiele  | Khaled al-Khalidi           |                                      |
| 2000 in Sydney         | Sommerspiele  | Khaled al-Dosari            |                                      |
| 2004 in Athen          | Sommerspiele  | Hadi Soua’an al-Somaily     | Hadi Soua’an al-Somaily              |
| 2008 in Peking         | Sommerspiele  | Mohamed Salman al-Khuwalidi | Saad Shaddad al-Asmari (Offizieller) |
| 2012 in London         | Sommerspiele  | Sultan Mubarak al-Dawoodi   | Youssef Masrahi                      |
| 2016 in Rio de Janeiro | Sommerspiele  | Sulaiman Hamad              | Volunteer                            |
| 2020 in Tokio          | Sommerspiele  | Yasmeen Aldabagh            | Volunteer                            |
| 2020 in Tokio          | Sommerspiele  | Husein Alireza              | Volunteer                            |
| 2022 in Peking         | Winterspiele  | Fayik Abdi                  | Volunteer                            |
| 2024 in Paris          | Sommerspiele  | Dunya Abutaleb              | Dunya Abutaleb                       |
| 2024 in Paris          | Sommerspiele  | Ramzy al-Duhami             | Mohammed Tolo                        |

Anmerkung: (EF) = Eröffnungsfeier, (AF) = Abschlussfeier

## Statistik
| Rang    | Sportart       | EF | AF | ∑  |
| ------- | -------------- | -- | -- | -- |
| 1       | Leichtathletik | 6  | 3  | 9  |
| 2       | Taekwondo      | 2  | 1  | 3  |
| 3       | Offizieller    | 1  | 1  | 2  |
| 3       | Volunteer      | 0  | 2  | 2  |
| 5       | Judo           | 1  | 0  | 1  |
| 5       | Reiten         | 1  | 0  | 1  |
| 5       | Rudern         | 1  | 0  | 1  |
| 5       | Schießen       | 1  | 0  | 1  |
| Gesamt: | Gesamt:        | 13 | 7  | 20 |

| Rang    | Sportart  | EF | AF | ∑ |
| ------- | --------- | -- | -- | - |
| 1       | Ski Alpin | 1  | 0  | 1 |
| 1       | Volunteer | 0  | 1  | 1 |
| Gesamt: | Gesamt:   | 1  | 1  | 2 |

| Rang    | Sportart       | EF | AF | ∑  |
| ------- | -------------- | -- | -- | -- |
| 1       | Leichtathletik | 6  | 3  | 9  |
| 2       | Taekwondo      | 2  | 1  | 3  |
| 2       | Volunteer      | 0  | 3  | 3  |
| 4       | Offizieller    | 1  | 1  | 2  |
| 5       | Judo           | 1  | 0  | 1  |
| 5       | Reiten         | 1  | 0  | 1  |
| 5       | Rudern         | 1  | 0  | 1  |
| 5       | Schießen       | 1  | 0  | 1  |
| 5       | Ski Alpin      | 1  | 0  | 1  |
| Gesamt: | Gesamt:        | 14 | 8  | 22 |